# Trochocercus
A Trochocercus a madarak osztályának verébalakúak (Passeriformes) rendjébe és a császárlégykapó-félék (Monarchidae) családjába tartozó nem.

## Rendszerezésük
A nemet Jean Cabanis német ornitológus írta le 1850-ben, az alábbi 2 faj tartozik ide:
- Trochocercus nitens
- Trochocercus cyanomelas